# Harmòtoe
Harmòtoe (en grec antic: Ἁρμοθόη) va ser, segons la mitologia grega, l'esposa de Pandàreu i la mare dels seus fills. Pausànias diu que els dos van morir per la còlera dels déus.
Es desconeix la filiació i la pàtria d'Harmòtoe. Es va casar amb Pandàreu, que provenia d'Àsia Menor o potser de Creta, i va tenir tres filles amb ell: Aèdon, Cleotera i Mèrope. Pausànias menciona Camiro i Clítia, i Antoní Liberal explica que Pandàreu i la seva esposa (a qui no anomena) van tenir dues filles anomenades Aèdon i Quelídon i un fill del que no en diu el nom.
Quan Pandàreu no va aconseguir recuperar el gos daurat que havia entregat a Tàntal i que Zeus reclamava, ell i Harmòtoe van fugir a Sicília, on van morir miserablement. Afrodita, Hera i Atena van tenir cura de les seves filles Cleotera i Mèrope, però quan Afrodita va pujar a l'Olimp i va intentar trobar-los marits, Les Harpies se les van endur i les van donar com a serventes a les Erínies. Aèdon, mentrestant, es va casar amb Zetos i li va donar un fill anomenat Ítil.
Antoní Liberal (que no confirma la identitat de l'esposa de Pandàreu), explica que el marit d'Aèdon, Politecne, va violar i va obligar a Quelídon, germana d'Aèdon, a convertir-se en esclava. Les dues germanes van aconseguir escapar i van trobar refugi amb els seus pares, mentre els servents van detenir Politecne, el van untar amb mel i el van deixar a mercè dels insectes. Aèdon, però, es va compadir d'ell, i li espantava les mosques. Pandàreu i els seus germans van creure que això era una traïció i van intentar atacar Aèdon. Zeus va transformar en ocells tota la família: Pandàreu es va convertir en àliga marina, Harmòtoe en alció, Politecne en picot, perquè temps enrere, Hermes li havia regalat un pic, el germà d'Aèdon va ser transformat en puput, i Aèdon, com indica el seu nom, en rossinyol. Quelídon va ser transformada en oreneta (χελίδων en grec), com a favor d'Àrtemis, ja que la noia la va invocar en el moment de ser violada pel seu cunyat. Va obtenir la gràcia de poder viure en companyia dels humans.